# Altdorf (powiat Landshut)
Altdorf – gmina targowa w Niemczech, w kraju związkowym Bawaria, w rejencji Dolna Bawaria, w regionie Landshut, w powiecie Landshut. Leży około 3 km na zachód od Landshut, przy autostradzie A92 i linii kolejowej Monachium – Ratyzbona.

## Demografia
| Rok  | Liczba mieszk. |
| ---- | -------------- |
| 1970 | 4 096          |
| 1987 | 9 185          |
| 2000 | 10 899         |

## Współpraca
Miejscowości partnerskie:
- Pinsdorf, Austria
- San Vito di Leguzzano, Włochy

## Oświata
(na 1999)

W gminie znajduje się przedszkole (250 miejsc i 295 dzieci) oraz dwie szkoła (40 nauczycieli, 722 uczniów).